# 太陽現象

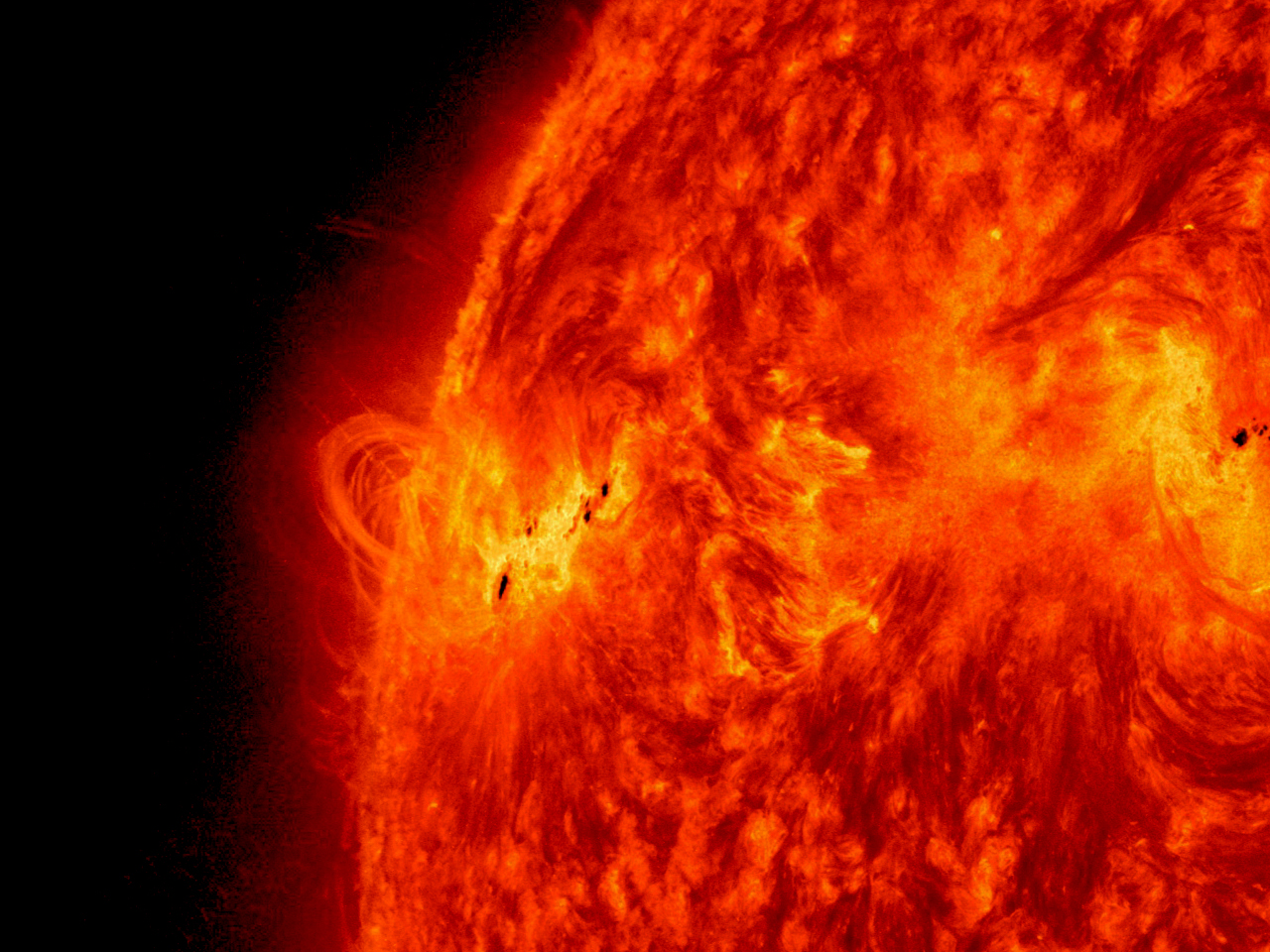
太陽活動：美國國家航空暨太空總署的太陽動力學天文台於2013年5月14日拍攝了X1.2級太陽閃焰的圖像。該圖像以波長為304 埃的光顯示。

太陽現象是發生在太陽大氣層內的自然現象。這些現象有多種形式，包括太陽風、太陽電波發射、閃焰，日冕巨量噴發、日冕加熱和太陽黑子。
這些現象被認為是由位於太陽質量中心附近的螺旋發電機產生的，它產生強磁場，以及位於表面附近的混沌發電機，它產生較小的磁場波動。 所有太陽波動的總和稱為太陽變化。太陽引力場內所有太陽變化的集體效應被稱為太空天氣。
自西元前8世紀以來，太陽活動和相關事件已被記錄。縱觀歷史，觀測技術和方法論不斷進步，在20世紀，對天體物理學的興趣激增。世界各地建造了許多新的天文臺安裝太陽望遠鏡。1931年發明了日冕儀，使日冕可以在白天進行研究。

## 太陽

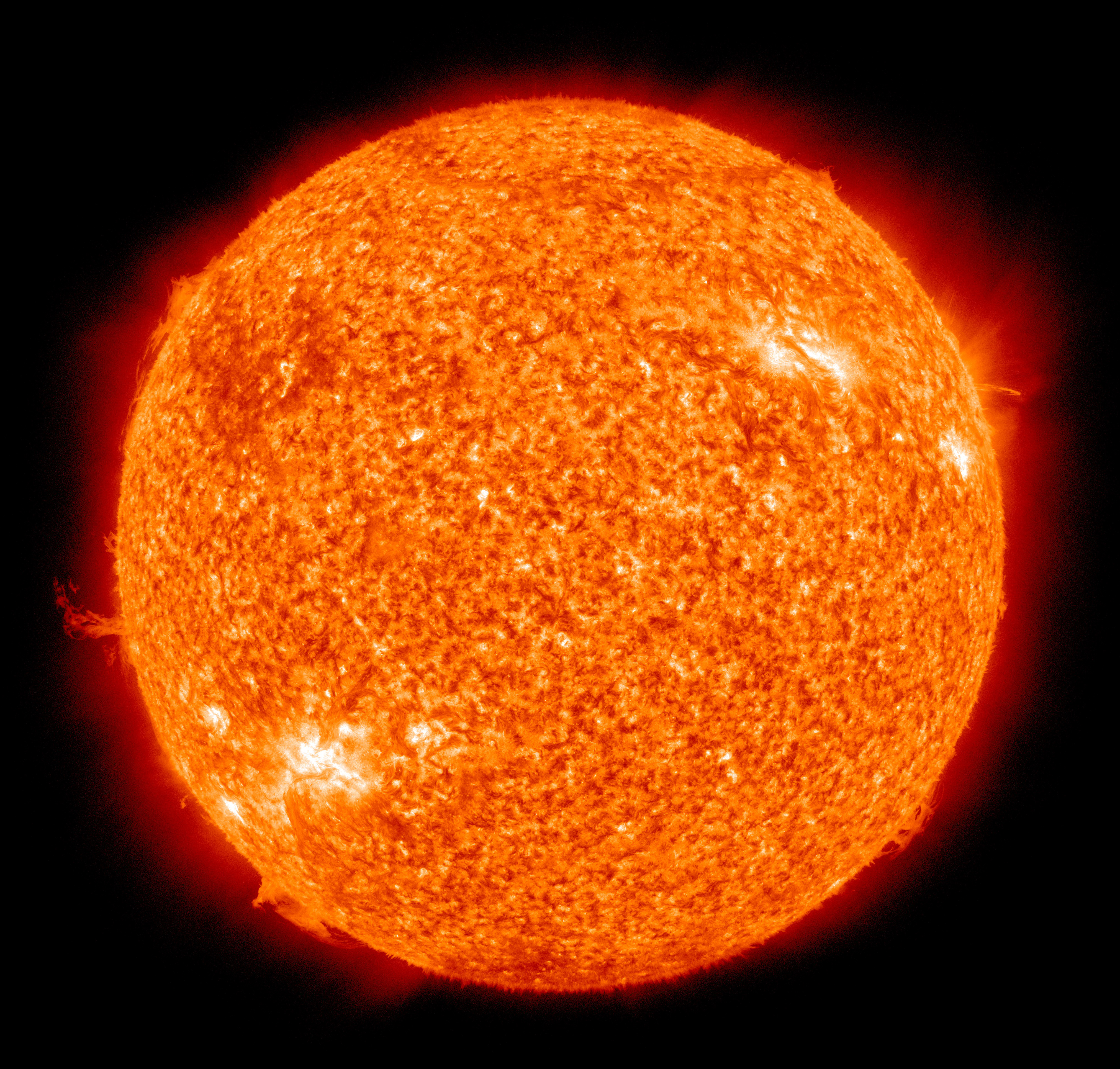
以假色呈現的太陽圖像顯示其湍流表面。（圖片來源：NASA-SDO）。

太陽是位於太陽系中心的恆星。它幾乎是完美的球形，由熱電漿和磁場組成。它的直徑約為1,392,684（865,374英里），大約是地球的109倍，質量（1.989×1030公斤，大約是地球的330,000倍）佔太陽系總質量的99.86%。在化學上，太陽質量的四分之三由氫組成，而其餘大部分是氦。其餘的1.69%（相當於5,600倍的地球質量）由較重的元素組成，包括氧、碳、氖和鐵等。
太陽約在45.67億年前形成於大型分子雲內一個區域的引力坍縮。大部分物質聚集在中心，而其餘的則扁平化成一個軌道盤，成為穩定的太陽系。中心質量變得越來越熱和密集，最終在其核心啟動核融合。
太陽是一顆基於光譜分類的G型主序星（G2V），因為它的可見光輻射在光譜的黃綠色部分最強烈，它被非正式地稱為「黃矮星」。它實際上是白色的，但從地球表面看，由於藍光的大氣散射，它看起來是黃色的。在光譜分類標籤中，「G2」表示其表面溫度，大約5778K（5,505 °C（9,941 °F）），和「V」表明太陽和大多數恆星一樣，是一顆主序星，因此是通過將氫融合成氦來產生能量。在它的核心，太陽每秒融合約6億2000萬公噸氫氣。
儘管距離隨著地球從1月的近日點移動到7月的遠日點而變化，地球與太陽的平均距離約為1天文單位 (about 150,000,000；93,000,000英里)。在這個平均距離上，光從太陽傳播到地球大約需要8分19秒。在地球上，陽光的能量通過光合作用支持幾乎所有生命，並驅動地球的氣候和天氣。直到19世紀，科學家們對太陽的物理成分和能量來源知之甚少。這種理解仍在發展中；太陽行為中的許多未解決問題仍然無法解釋。

## 太陽週期

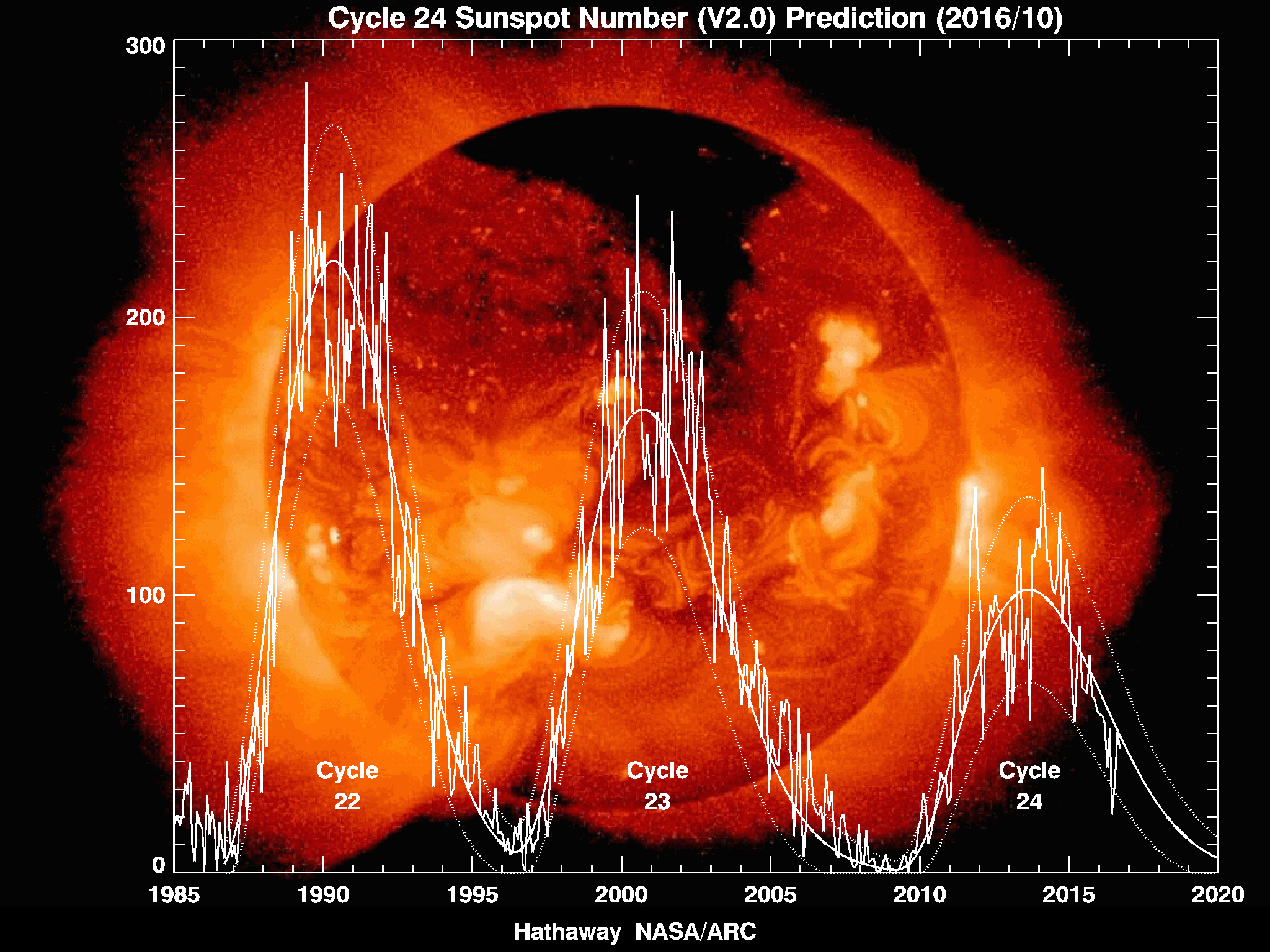
預測太陽黑子週期

許多太陽現象在平均大約11年的間隔內週期性地變化。這個太陽週期影響太陽輻照度並影響太空天氣，地球的天氣和氣候。
太陽週期還調節短波長太陽輻射的通量，從紫外線到X射線，並影響閃焰，日冕巨量噴發和其它太陽噴發現象的頻率。

## 類型

### 日冕巨量噴發（CME）
日冕巨量噴發（CME）是太陽風和磁場在日冕上方升起的大規模爆發。在太陽極大期附近，太陽每天大約產生三個CME，而太陽極小期大約每五天產生一個。CMEs，與其它來源的太陽閃焰一起，可能會破壞無線電傳輸並損壞衛星和輸電線路設施，導致潛在的大規模和長期停電。
日冕巨量噴發通常與其它形式的太陽活動一起出現，最明顯的是閃焰，但沒有建立因果關係。大多數弱閃焰沒有CME；最強大的CME都有閃焰伴隨著。大多數噴發來自太陽表面的活躍區，例如與頻繁閃焰相關的太陽黑子群。經常與日冕巨量噴發相關的其它形式太陽活動是噴發日珥、日冕變暗、日冕波和也稱為太陽海嘯莫爾頓波。
磁重聯負責CME和閃焰。磁重聯是當兩個相反方向的磁場聚集在一起時磁力線重新排列的事件。這種重排伴隨著儲存在原始相反方向場中的能量的突然釋放。
當CME撞擊地球的磁層時，它會暫時使地球的磁場變形，改變羅盤指針的方向並在地球本身中感應出較大的接地電流；這被稱為磁暴，它是一種全球現象。CME撞擊可以在地球的磁尾（磁層的午夜側）中誘發磁重聯；這會將質子和電子向下發射到地球大氣層，在那裡它們形成極光。

### 直徑
數據主要來自SOHO，顯示太陽直徑的變化約為0.001%，遠小於磁活動變化的影響。

### 閃焰
閃焰是在太陽表面或太陽邊緣上觀察到的突然的亮度閃光，它被解釋為能量釋放高達6×1025焦耳（大約是每秒太陽總能量輸出的六分之一，或1,600億兆噸TNT當量，超過舒梅克-李維九號彗星與木星撞擊時釋放能量的25,000倍）。隨後可能出現日冕巨量噴發。閃焰將電子、離子和原子雲通過日冕巨量噴發發射到太空中。這些雲通常在事件發生後一兩天到達地球。其它恆星的類似現象被稱為恆星閃焰。
太陽閃焰强烈影響地球附近的太空天氣。它們可以在太陽風中產生高能粒子流，稱為太陽質子事件。這些粒子可以以磁暴的形式撞擊地球磁層，並對太空船和太空人造成輻射危害

A solar flare
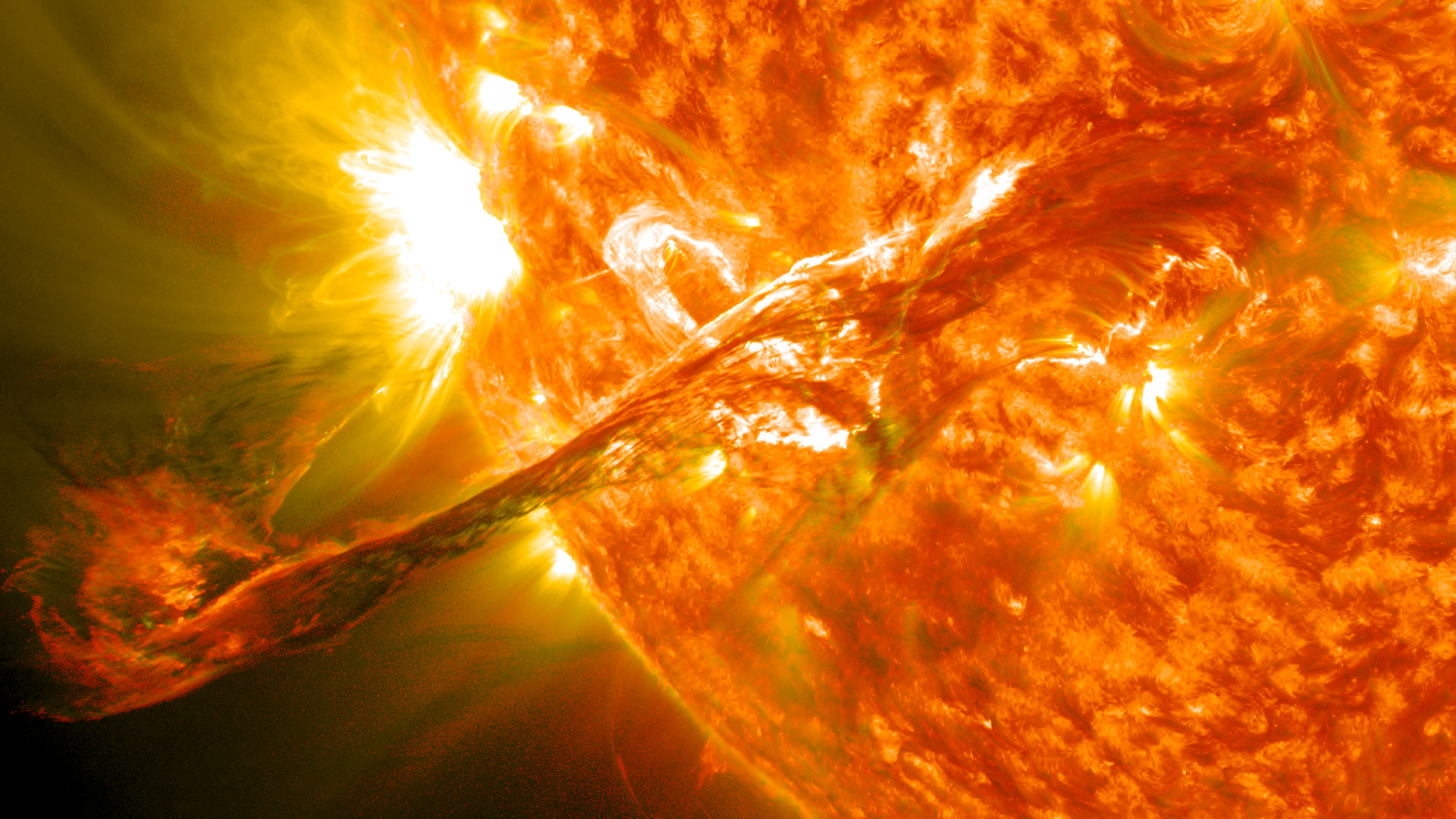
在2012年8月31日，一直盤旋在太陽大氣層中的太陽物質的日珥/暗條、日冕，於美國東部時間下午4:36爆發到太空中。
太陽閃焰的磁場結構及其起源圖，推斷出這種磁性結構的變形，通過日冕將太陽內部與太陽大氣連接起來。
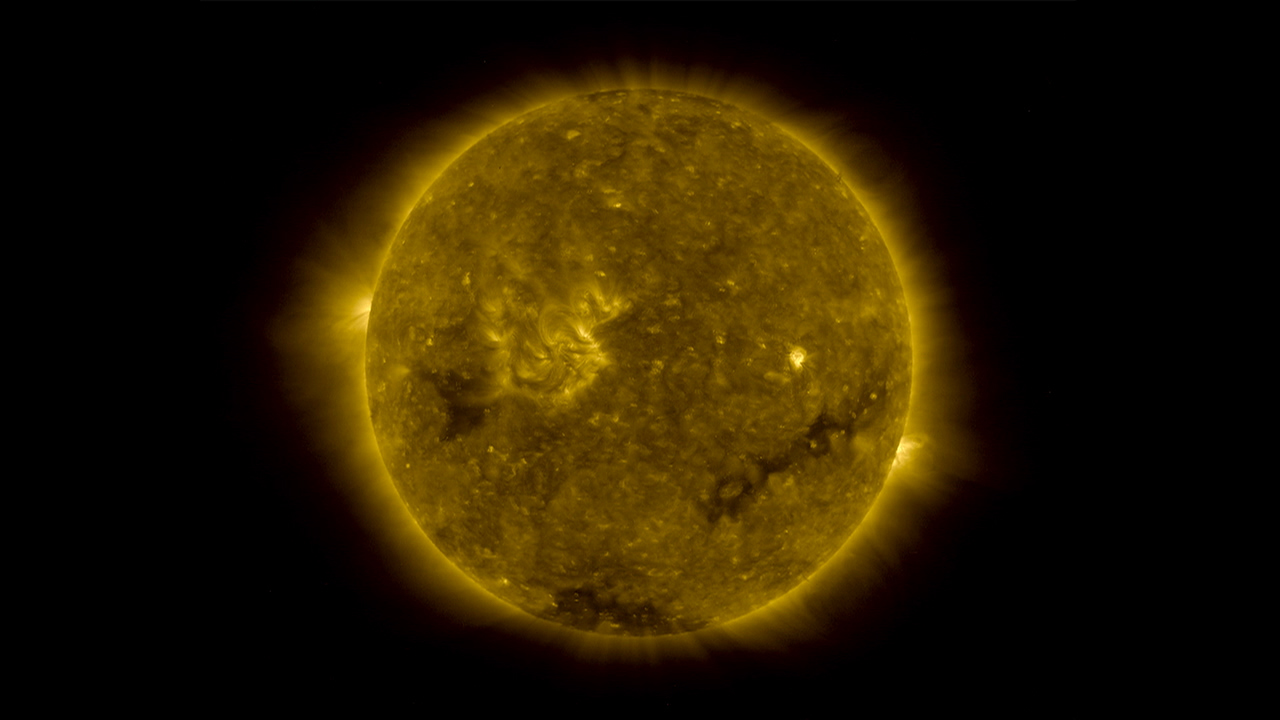
由日地關係天文台拍攝的完整2D圖像（高解析度）

### 輻照度
輻照度是太陽以電磁輻射的形式在每單位面積產生的功率。輻照度可以在太空中量測，也可以在大氣吸收和散射後在地球表面量測。太陽總輻照度（TSI）是指垂直於入射到地球高層大氣的光線在每單位面積的太陽輻射功率。太陽常數是距離一天文單位（AU）處平均TSI的常規量測。
日照是與太陽的距離、太陽週期和交叉週期變化的函數。地球上的輻照度在直接面向（垂直於）太陽的點上最強烈。

### 太陽質子事件（SPE）

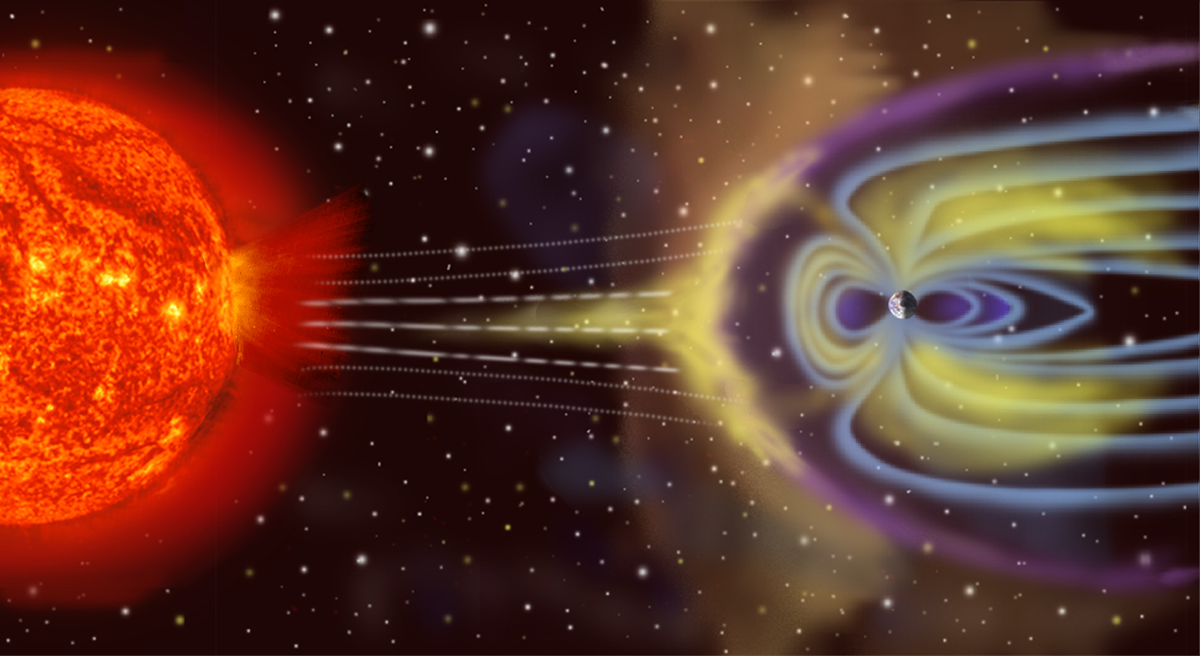
太陽粒子與地球的磁層相互作用（大小不按比例縮放）。

太陽質子事件（SPE）或「質子風暴」發生在太陽發出的粒子（主要是質子）在閃焰期間在太陽附近或通過CME衝擊，在行星際空間中加速時。這些事件可以包括其它原子核，如氦離子和HZE離子。這些粒子會引起多種影響。它們可以穿透地球磁場並在電離層中引起電離。這種效應類似於極光事件，只是涉及質子而不是電子。高能質子對太空船和太空人具有重大的輻射危害。高能質子可以在主要閃焰高峰的30分鐘內到達地球。

### 日珥和色球暗條
日珥是從太陽表面向外延伸的大且明亮的氣態特徵，通常呈環的形狀。日珥錨定在光球中的太陽表面，並向外延伸到日冕中。雖然日冕由不發出太多可見光的高溫電漿組成，但日珥包含更冷的電漿，其成分與色球相似。
日珥電漿通常比冠狀電漿冷一百倍，密度大一百倍。
日珥在大約地球一天的時間尺度上形成，並可能持續數週或數月。有些日珥拆開並形成 CME。
一個典型的日珥可以延伸數千公里；有記錄以來最大的估計超過800,000（500,000英里）長：大致是太陽半徑。
當觀察到一個日珥的背景是太陽表面而不是太空時，它看起來比背景更暗。這種日珥被稱為暗條。這可能只是色球暗條，也可能是日珥的投影。一些日珥是如此強大，以至於它們以600km/s到超過1000km/s的速度噴發物質。其它日珥在太陽黑子上形成巨大的環形或拱形發光氣體柱，可以達到數十萬公里的高度。

### 太陽黑子
太陽黑子是太陽輻射「表面」（光球）上相對黑暗的區域，強烈的磁活動抑制對流使光球的這一部分溫度較低。光斑是在太陽黑子群周圍形成的稍微明亮區域，因為受磁活動抑制的能量從這兒流向光球層，提高了輻射「表面」的溫度，使亮度增加。科學家在17世紀開始推測太陽黑子和太陽光度之間的可能關係。由太陽黑子引起的光度降低（通常為< - 0.3%）和活躍區域相關的光斑以及磁活躍的「明亮網络」引起的增加（通常< + 0.05%）相關。
因為光斑比太陽黑子更大，持續時間更長，在太陽磁場活動增強期間的凈效應是增加太陽輻射輸出。相對的，太陽磁場活動較低和太陽黑子較少的時期（例如蒙德極小期）可能與輻照度較低的時間相關。
太陽黑子活動已經使用沃夫數測量了大約300年。該指數（也稱為蘇黎世數）使用太陽黑子的數量和太陽黑子群的數量來加權測量變化。2003年的一項研究發現，自1940年代以來，太陽黑子的活動比之前的1,150年更頻繁。
太陽黑子通常以相反的磁極性成對出現。詳細的觀測揭示了每年最小值和最大值以及相對位置的模式。這種緯度變化遵循史波勒定律：隨著每個週期的進行，黑子的緯度逐漸下降，從30-45°下降到太陽極大期之後的7°左右。
要使人眼看到太陽黑子，它的直徑必須約為50,000公里，覆蓋2,000,000,000平方（770,000,000平方英里）或可見太陽球面區域的7億分之一。在最近的週期中，從地球上可以用肉眼直接看到的太陽黑子或緻密太陽黑子群，大約已經有100群。
太陽黑子在移動時會擴張和收縮，當它們第一次出現時可以以每秒幾百米的速度行進。

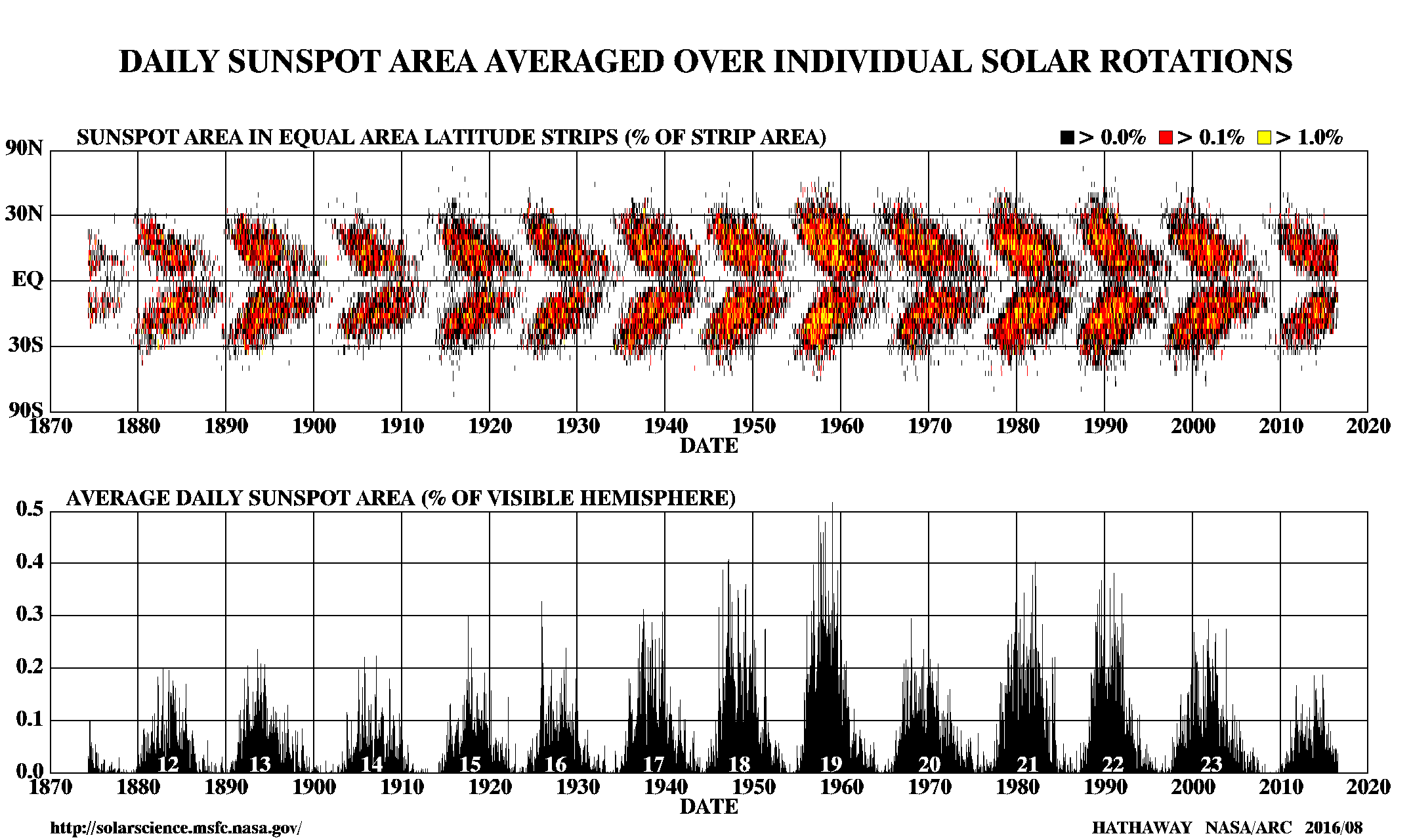
史波勒定律指出，在11年的太陽黑子週期開始時，這些黑子首先出現在高緯度地區，後來出現的黑子緯度逐漸降低。
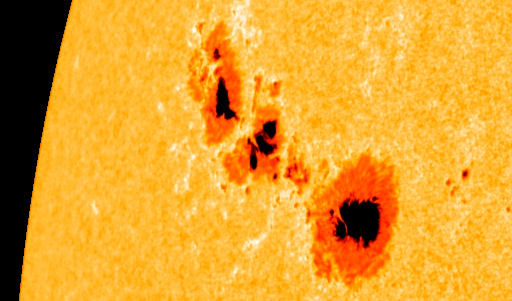
《每日郵報》的一篇報導將編號為AR 1302的太陽黑子群描述為釋放巨大閃焰的「龐然大物」。
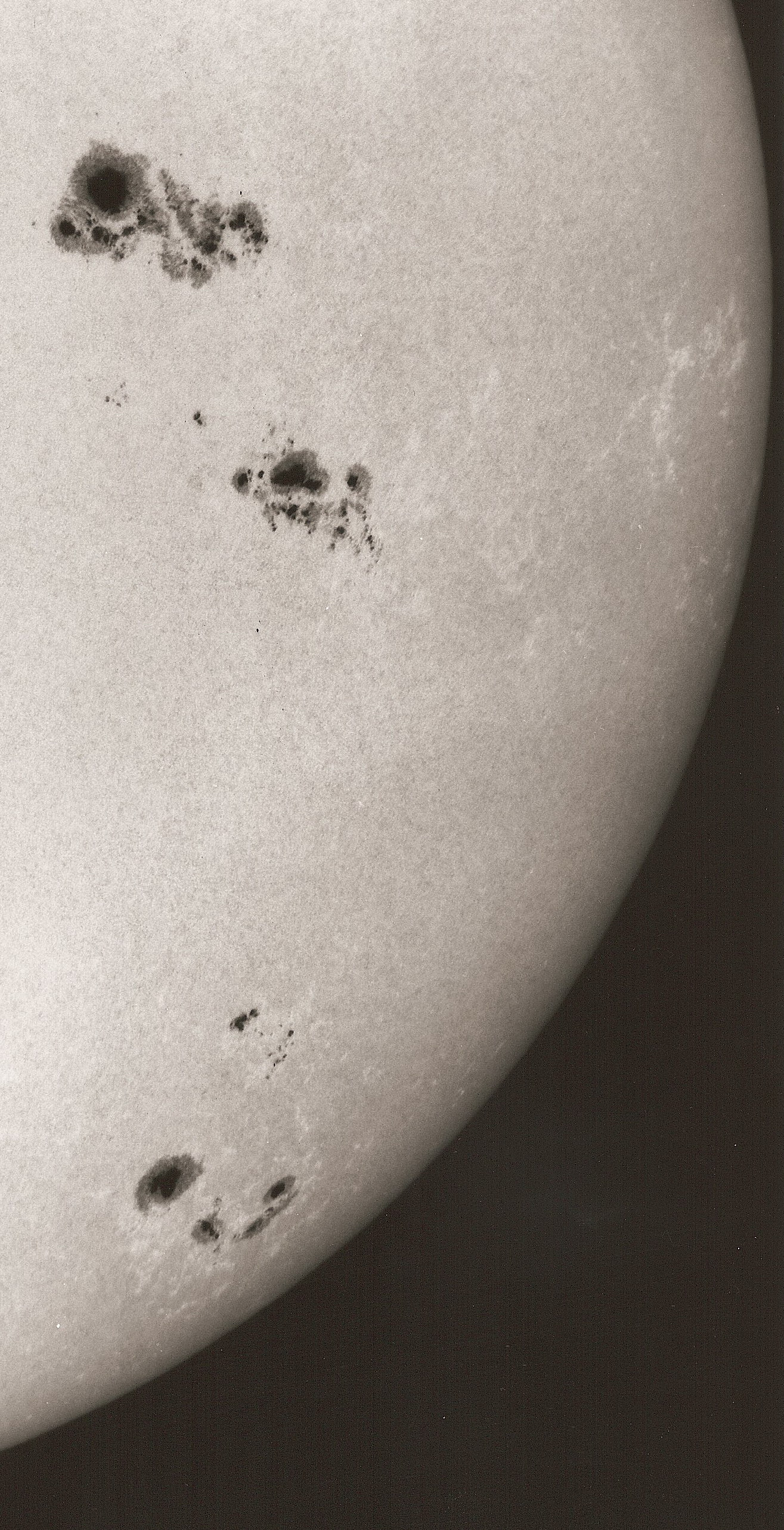
太陽表面的細節。德國慕尼黑的Großhadern（英语：Großhadern）天文台使用4英寸折射鏡，安裝黃色玻璃濾光片和箔濾光片ND 4拍攝。
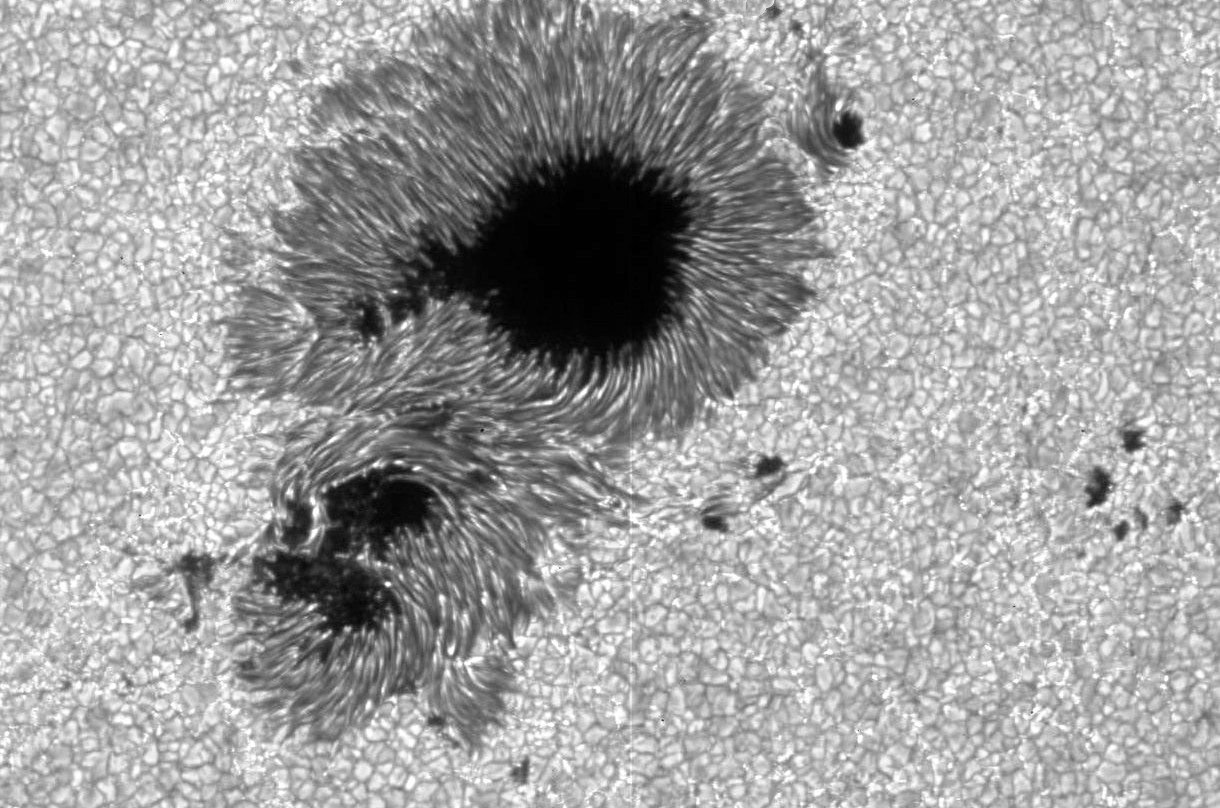
2006年12月13日的一個太陽黑子群的細節。

### 太陽風

地球磁層示意圖。太陽風從左向右流動。

模擬地球磁場與（太陽）行星際磁場相互作用，說明全球磁場在擾動過程中的動態變化：通過增強的太陽風流動先對磁層進行暫時的壓縮，然後是磁場線的尾部拉伸。

太陽風是從太陽的高層大氣層釋放的電漿流。它主要由電子和質子組成，能量通常在1.5到10keV之間。粒子流的密度、溫度和速度隨時間和太陽經度而變化。這些粒子因為它們的能量很高，可以逃脫太陽的引力。
太陽風分為慢速太陽風和快速太陽風。慢速太陽風的速度約為400每秒（250英里每秒），溫度為2×105K，是和日冕非常匹配的組合物。快速太陽風的典型速度為750公里/秒，溫度為8×105K，組成幾乎與光球相匹配。慢速太陽風的密度是快速太陽風的兩倍，強度也更可變。  慢速太陽風的結構較為複雜，具有湍流區域和大尺度組織。
快速和慢速太陽風都可以被行星際間被稱為CME或ICME的大型快速移動電漿爆發所打斷。它們在太陽圈的薄電漿中引起衝擊波，產生電磁波和加速粒子（主要是質子和電子）以形成CME之前的游離輻射陣雨。

## 影響

### 太空天氣

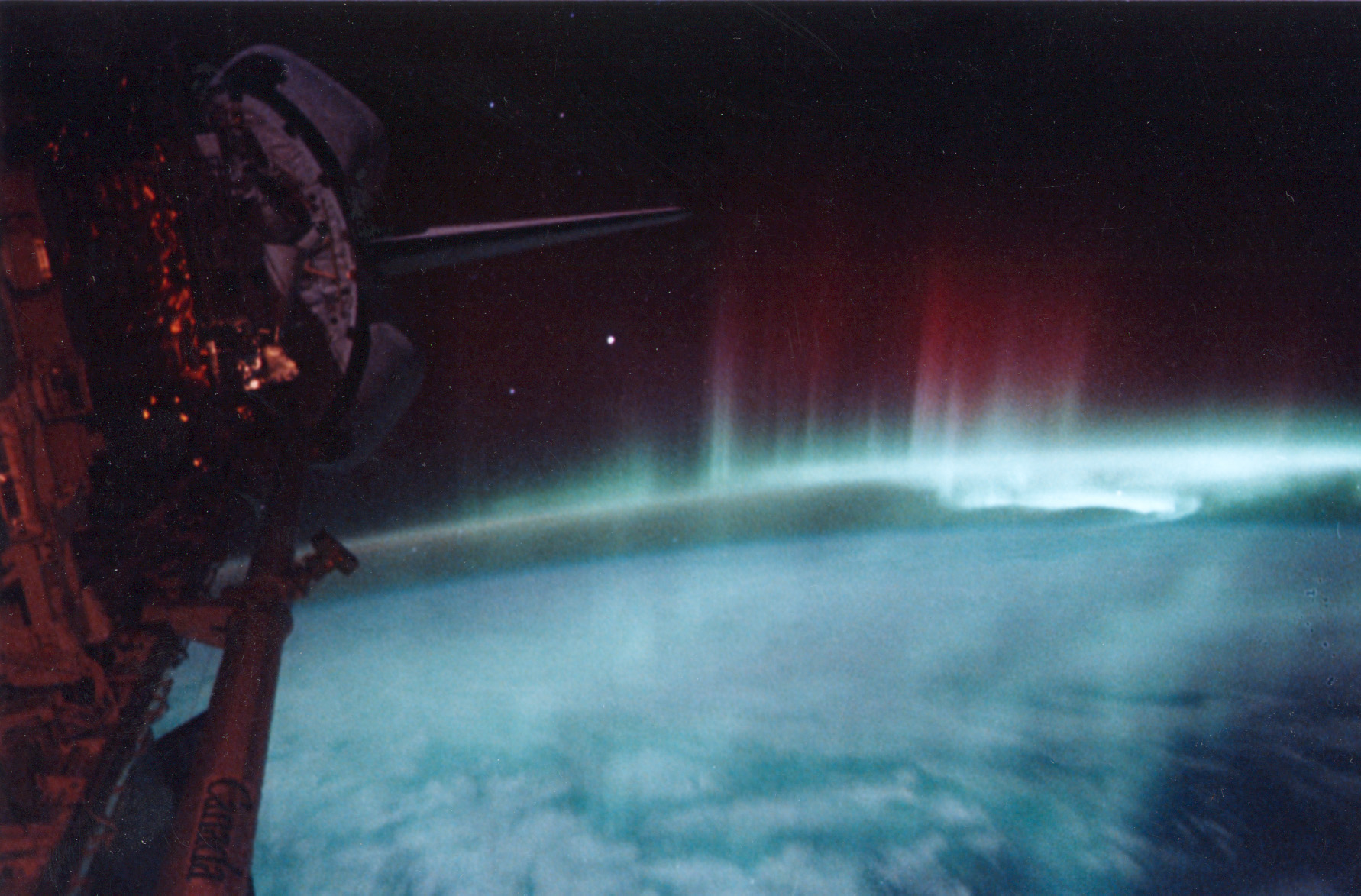
太空天氣的例子：發現號太空梭在1991年5月觀測到地球南極地區大氣層中的極光。

太空天氣是太陽系內，包括太陽風的環境條件。它的研究，特別是在地球周圍，包括從磁層到電離層和熱層的條件。太空天氣不同於對流層和平流層的地面天氣。該名詞直到1990年代才使用。在此之前，這種現象被認為是物理學或高層大氣物理學的一部分。

#### 太陽風暴
太陽風暴是由太陽上的干擾引起的，最常見的是與來自活躍太陽黑子區域與閃焰CME相關的日冕雲，或者少數來自冕洞。太陽可以產生強烈的地磁和質子風暴，能夠引起停電，或通信中斷（包括GPS系統）以及衛星和其他星際載具技術的暫時/永久停用。太陽風暴可能對高緯度、高空航空和載人空飛行造成危害。磁暴引起極光。
已知最重大的太陽風暴發生在1859年9月，被稱為卡靈頓事件。

#### 極光
極光是天空中自然顯示的光，特別是在高緯度（北極和南極）地區，以圍繞磁極點的大圓圈的形式出現。它是由太陽風和磁層中的帶電粒子與高空大氣（熱層）中的粒子碰撞引起的。
大多數極光發生在稱為「極光區」的帶中，其緯度寬通常為3°至6°，在所有經度與磁極相距緯度10°至20°處觀測到，但通常在春季和秋季分點前後最為明顯。帶電粒子和太陽風被地球的磁層引導到大氣層中；磁暴將極光帶擴大到低緯度地區。
極光與太陽風有關。地球的磁場捕獲了帶電粒子，這些粒子沿著磁力線向兩極移動，在那裡它們被加速朝向地球的磁極移動。這些粒子和大氣之間的碰撞以極光的形式釋放能量，極光出現在兩磁極周圍的大圓圈中。在太陽週期的强烈階段，當日冕巨量噴發增加太陽風的强度時，極光更加頻繁和明亮。

#### 磁暴
突發電離層擾動（SID）是由太陽閃焰引起的電離層D區中異常高的電離/電漿密度。SID導致無線電波吸收的突然新增，在上中頻（MF）和下高頻（HF）範圍內最為嚴重，因此經常中斷或干擾電信的系統。

#### 地磁感應電流
地磁感應電流是地面太空天氣的一種表現形式，它影響長導體系統的正常運行。在太空天氣事件期間，磁層和電離層中的電流會發生巨大變化，這也體現在地球磁場中。地球導體中的這些變化感應電流（GIC）。 輸電網和埋地筦道是此類導體系統的常見示例。GIC會導致管線鋼的腐蝕新增和高壓電力變壓器損壞等問題。

### 碳-14

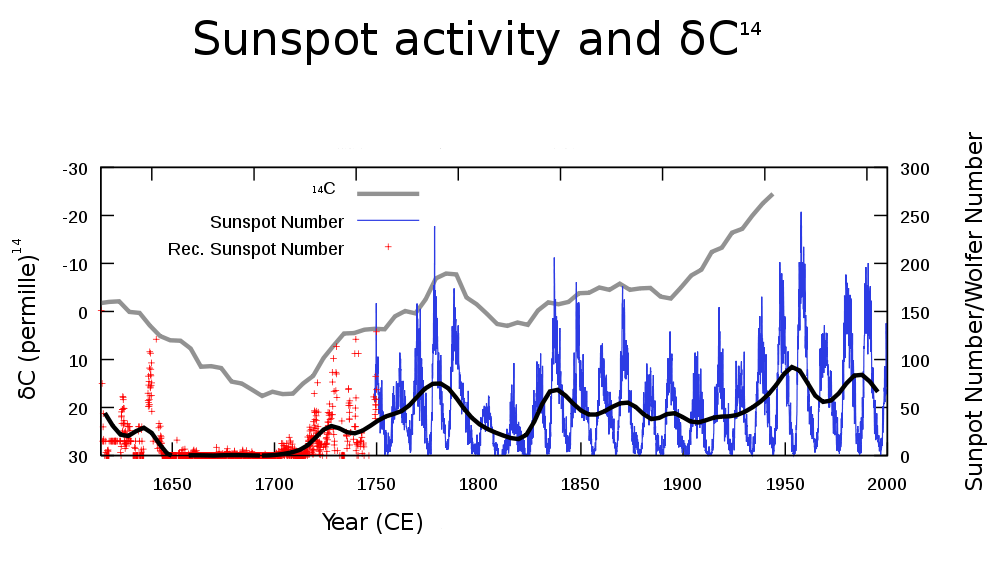
太陽黑子記錄（藍色）與^{14}C。

碳-14（放射性碳：14C）與太陽活動有關。 碳-14是宇宙射線轟擊大氣氮時在高層大氣中產生的（14N），誘導氮經歷β衰變，從而轉化為原子量為14而不是更常見的12的不尋常碳同位素。由於銀河宇宙射線被太陽風中磁場向外掃過，部分排除在太陽系之外，增加的太陽活動減少了14C的產生。
大氣的 14C在太陽極大值期間濃度較低，而在太陽最小值期間濃度較高。通過測量木材中捕獲的14C並計算樹木年輪，可以測量和確定相對於最近木材年代的放射性碳的產生。對過去10,000年的重建表明，14C的產量在7,000年前的全新世中期要高得多，直到1,000年前才下降。除了太陽活動的變化外，碳-14產生的長期趨勢還受到地球地磁場的變化和生物圈內碳迴圈變化的影響（特別是那些與冰河時代之間植被範圍變化有關的變化）。

### 氣候
雖然太陽活動一直是地質時期氣候變化的主要驅動力，但它在二十世紀開始的變暖中的作用似乎並不重要。

## 觀察歷史
自巴比倫人時代以來，太陽活動和相關事件就被定期記錄下來。早期的記錄描述了日食、日冕和太陽黑子。

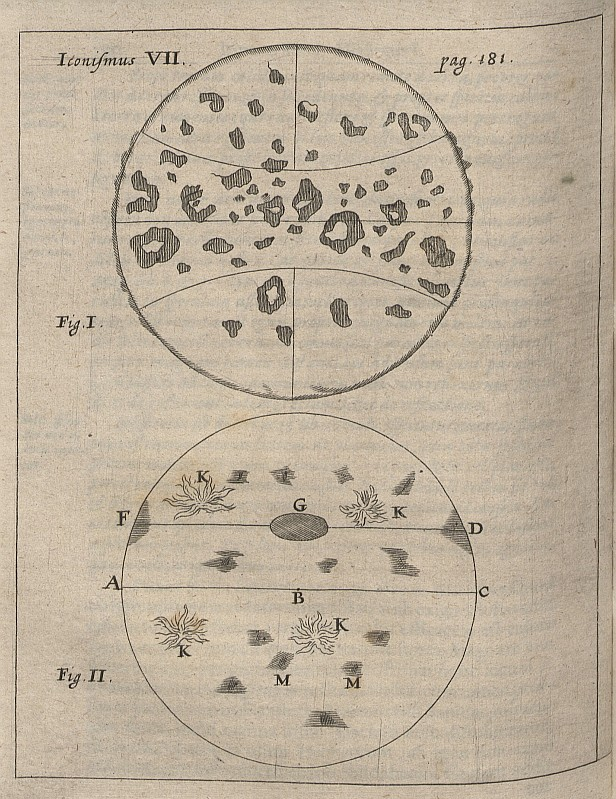
17世紀德國耶穌會學者阿塔納奇歐斯·基爾學繪製的太陽黑子插圖。

17世紀初，望遠鏡發明後不久，天文學家就開始觀測太陽。1610年，托馬斯·哈里奧特是第一個觀測到太陽黑子的人。觀測者證實了蒙德極小期期間太陽黑子和極光的頻率較低。
太陽光譜法始於1817年。魯道夫·沃夫收集了在1755-1766期間的太陽黑子觀測結果。他建立了一個太陽黑子相對數公式（沃夫或蘇黎世太陽黑子數）成為測量的標準。1852年左右，薩賓（Sabine）、沃夫、戈蒂埃（Gautier）馮·拉蒙特（von Lamont）獨立發現了太陽週期和地磁活動之間的聯繫。
在1845年4月2日，阿爾芒·斐索和里昂·傅科首度拍攝太陽。攝影有助於研究日珥、米粒組織、光譜學和日食。 攝影協助研究日珥、顆粒、光譜學和日食。
1859年9月1日，理查·C·卡靈頓（Richard C. Carrington）和R·霍奇森（R. Hodgson）分別觀測到太陽閃焰。卡靈頓和古斯塔夫·史波勒發現太陽表現出差異自轉，顯示外層一定是流體。
在1907–08年間，喬治·海耳揭示了太陽的磁週期和太陽黑子的磁性。海耳和他的同事後來推導出了描述其磁場的海耳定律。
伯納德·利奧特（Bernard Lyot）在1931年發明的日冕儀允許在日光下研究日冕。
直到1990年代，太陽是唯一一顆表面被解析的恆星。其它主要成就包括瞭解：
- X射線發射迴路（例如：陽光號衛星）
- 日冕和太陽風（例如：SoHO)
- 太陽亮度隨活動水準的變化，並在其它太陽型恆星中驗證這種效應（例如： 有源腔輻射計輻射監測衛星（英语：ACRIMSAT））
- 像太陽這樣的恆星可見表面磁場的強烈太陽針狀體狀態（例如：日出號衛星）
- 在導電區底部存在0.5×105至1×105高斯的磁場，從方位通量束上升的動力學推斷出來，大概是某種原纖維形式。
- 來自太陽核心的低水準電微中子發射[52]。

在二十世紀後期，衛星開始觀測太陽，提供了許多見解。例如，通過太陽極大期任務衛星（1980年發射）的ACRIM1實驗對太陽總輻照度（TSI）的衛星測量，證實了磁活躍區域對太陽光度的調制。

## 註解
1. ↑  本文中的所有數位均為10億109，或1,000,000,000的概略值
2. ↑  熱液噴口群落生活在海底深處，無法獲得陽光。細菌通過化能合成，使用硫化合物作為能量來源。
3. ↑  這是基於一個假設，即普通人眼的解析度可能為 3.3×10−4弧度或 70 弧秒，在相對明亮的光線下，具有最大1.5（0.059英寸）的瞳孔擴張值。[34]

## 進階讀物
- Karl, Thomas R.; Melillo, Jerry M.; Peterson, Thomas C. . Cambridge University Press. 2009.
- Willson, Richard C.; H.S. Hudson. . Nature. 1991, 351 (6321): 42–4. Bibcode:1991Natur.351...42W. S2CID 4273483. doi:10.1038/351042a0.
- Foukal, Peter;  et al. . Astrophysical Journal. 1977, 215: 952. Bibcode:1977ApJ...215..952F. doi:10.1086/155431.
- Dziembowski, W.A.; P.R. Goode; J. Schou. . Astrophysical Journal. 2001, 553 (2): 897–904. Bibcode:2001ApJ...553..897D. S2CID 8177954. arXiv:astro-ph/0101473 . doi:10.1086/320976.
- Stetson, H.T. . New York: McGraw Hill. 1937.
- Yaskell, Steven Haywood. . Trafford Publishing. 31 December 2012. ISBN 978-1-4669-6300-9.
- Solar activity （页面存档备份，存于） Hugh Hudson Scholarpedia, 3(3):3967.	doi:10.4249/scholarpedia.3967

## 外部連結
- NOAA / NESDIS / NGDC (2002) Solar Variability Affecting Earth （页面存档备份，存于） NOAA CD-ROM NGDC-05/01. This CD-ROM contains over 100 solar-terrestrial and related global data bases covering the period through April 1990.
- Recent Total Solar Irradiance data （页面存档备份，存于） updated every Monday
- Latest Space Weather Data （页面存档备份，存于） – from the Solar Influences Data Analysis Center (Belgium)
- Latest images from Big Bear Solar Observatory （页面存档备份，存于） (California)
- The Very Latest SOHO Images （页面存档备份，存于） – from the ESA/NASA Solar & Heliospheric Observatory
- Map of Solar Active Regions （页面存档备份，存于） – from the Kislovodsk Mountain Astronomical Station （页面存档备份，存于）